# Gérard Dumestre
Pour les articles homonymes, voir Dumestre.
Gérard Dumestre, né en 1947, est un linguiste français spécialiste de la langue bambara. Il a enseigné le bambara à l'INALCO (Langues'O) de 1976 à 2010. Il a consacré ses recherches à la langue et à la littérature orale bambara, ainsi qu'à la société malienne contemporaine.
Les travaux de Gérard Dumestre sur la langue bambara font autorité,, et il est un des meilleurs spécialistes mondiaux de cette langue.
Il dirige avec Valentin Vydrin la revue scientifique Mandenkan, spécialisée dans les études linguistiques mandé.

## Publications
- Dictionnaire bambara-français, suivi d'un index abrégé français-bambara, Karthala, 2011
- Maléfices et manigance. Chroniques maliennes(avec Seydou Touré), Paris, Karthala, 2007
- Grammaire fondamentale du bambara, Karthala, 2003
- Chroniques amoureuses au Mali (Avec Seydou Touré), Paris, Karthala, 1998
- Paroles d'Afrique, Paris, Albin Michel. (Carnets de Sagesse), 1996
- La geste de Ségou, Armand Colin, 1979
- La prise de Dionkoloni, Armand Colin, 1975
- Des hommes et des bêtes (avec Jean Derive), Classiques africains, 1999